# Chalcoparia
Genre
Chalcoparia est un genre monotypique de passereaux de la famille des Nectariniidae. Il se trouve à l'état naturel dans le Sud et l'Est de l'Asie.

## Liste des espèces
Selon la classification de référence du Congrès ornithologique international (version 8.1, 2018) :
- Chalcoparia singalensis (Gmelin, JF, 1789) — Souimanga à joues rubis, Souimanga de Ceylan
  - Chalcoparia singalensis assamensis Kloss, 1930
  - Chalcoparia singalensis bantenensis (Hoogerwerf, 1967)
  - Chalcoparia singalensis borneana Kloss, 1921
  - Chalcoparia singalensis internota (Deignan, 1955)
  - Chalcoparia singalensis interposita Robinson & Kloss, 1921
  - Chalcoparia singalensis koratensis Kloss, 1918
  - Chalcoparia singalensis pallida Chasen, 1935
  - Chalcoparia singalensis panopsia Oberholser, 1912
  - Chalcoparia singalensis phoenicotis (Temminck, 1822)
  - Chalcoparia singalensis singalensis (Gmelin, JF, 1789)
  - Chalcoparia singalensis sumatrana Kloss, 1921